# Christina Honsel
Christina Honsel (née le 7 juillet 1997) est une athlète allemande spécialiste du saut en hauteur.

## Carrière
Elle représente son pays aux championnats du monde 2019 sans se qualifier pour la finale. Plus tôt cette année-là, elle remporte une médaille d'argent aux championnats d'Europe espoirs.
Ses records personnels sont de 1,94 m en plein air (Budapest 2023) et de 1,98 m en salle (Leipzig en 2023).
En août 2023, elle se qualifie pour la finale des championnats du monde de Budapest, et termine à la 8e place avec 1,94 m.

## Palmarès
| Date | Compétition                    | Lieu     | Résultat | Marque |
| ---- | ------------------------------ | -------- | -------- | ------ |
| 2023 | Championnats du monde          | Budapest | 8e       | 1,94 m |
| 2024 | Championnats du monde en salle | Glasgow  | 4e       | 1,95 m |
| 2024 | Jeux olympiques                | Paris    | 6e       | 1,95 m |

## Records
| Épreuve         | Marque | Lieu     | Date           |
| --------------- | ------ | -------- | -------------- |
| Saut en hauteur | 1,98 m | Weinheim | 3 février 2023 |